# Municipio de Jefferson (condado de Spink)
El municipio de Jefferson (en inglés: Jefferson Township) es un municipio ubicado en el condado de Spink en el estado estadounidense de Dakota del Sur. En el año 2010 tenía una población de 61 habitantes y una densidad poblacional de 0,49 personas por km².

## Geografía
El municipio de Jefferson se encuentra ubicado en las coordenadas 45°1′49″N 98°27′28″O / 45.03028, -98.45778. Según la Oficina del Censo de los Estados Unidos, el municipio tiene una superficie total de 123.51 km², de la cual 123,48 km² corresponden a tierra firme y (0,02 %) 0,02 km² es agua.

## Demografía
Según el censo de 2010, había 61 personas residiendo en el municipio de Jefferson. La densidad de población era de 0,49 hab./km². De los 61 habitantes, el municipio de Jefferson estaba compuesto por el 100 % blancos. Del total de la población el 0 % eran hispanos o latinos de cualquier raza.